# Il tenente Giorgio
Il tenente Giorgio è un film del 1952 diretto da Raffaello Matarazzo, tratto dall'omonimo romanzo di Nicola Misasi.
La pellicola è ascrivibile al filone del melodramma strappalacrime, molto in voga in quel periodo.

## Trama

Un'intensa scena con Gualtiero Tumiati, Milly Vitale e Paul Müller

Nel 1866, durante il Risorgimento, una compagnia di bersaglieri, mandata in Calabria nella regione silana per combattere il brigantaggio, comandata dal tenente Giorgio Biserta, viene ospitata per una sera nel castello dei conti di Monserrato. Viene raggiunto da una donna anziana che gli propone di passare alcune ore in penombra con una donna, a patto di non guardarla in viso né di sapere il suo nome. Alcuni anni più tardi, lasciata la carriera militare, Giorgio torna in Calabria per lavorare come amministratore, con la speranza di scoprire la donna sconosciuta di quella notte d'amore. Vi riesce, ma comprende che la misteriosa signora era la contessa Elisa, moglie di Stefano, rimasto invalido e incapace di procreare; l'appuntamento era stato organizzato dallo zio per assicurare un erede alla famiglia, e con lui una ricca eredità. Un parente comprende tutto e, reclamando diritti sull'eredità, fa rapire la neonata. Stefano, roso dalla vergogna, dà fuoco al castello e muore con lo zio. Dopo lunghe ricerche, Elisa riesce a ritrovare la neonata e l'amato Giorgio, che non aveva mai dimenticato.

## Produzione
Il film venne girato negli studi Ponti-De Laurentiis e, per gli esterni, a San Giovanni in Fiore. Iscritto al Pubblico registro cinematografico con il n. 1.144, venne presentato alla Commissione di Revisione Cinematografica l'8 settembre 1952, ottenne il visto censura n. 12.725 del 12 settembre 1952 con una lunghezza della pellicola accertata di 2.950 metri.

## Distribuzione
Il film venne distribuito nelle sale cinematografiche italiane nell'ottobre del 1952.